# 蘇原瑞雲町
蘇原瑞雲町（そはらずいうんちょう）は、岐阜県各務原市の地名。現行行政町名は蘇原瑞雲町一丁目から四丁目。

## 地理
各務原市の蘇原地区に属する。
町域の東部は蘇原興亜町、西部は蘇原栄町、南部は川崎町、蘇原三柿野町、北部は蘇原野口町、蘇原新栄町に接する。
かつての稲葉郡蘇原町三柿野の一部であり、地名は蘇原町三柿野の頃からの通称に因む。
道路
- 蘇原駅前通り
- いちょう通り

## 歴史
この地域は稲葉郡蘇原村大字三柿野の一部であった。軍需工場の労働者の増加による人口増で大字三柿野には市街地が形成され、1943年（昭和18年）4月1日には蘇原村が町制施行し蘇原町となる。市街地となった大字三柿野では通称地名が付けられ、この地域は瑞雲町と呼ばれるようになる。。
1963年（昭和38年）4月1日、蘇原町は那加町、鵜沼町、稲羽町と合併し各務原市が発足すると、大字三柿野から分立し蘇原瑞雲町が成立。

## 世帯数と人口
2024年（令和6年）10月1日現在の世帯数と人口は以下の通りである。
| 丁目             | 世帯数  | 人口  |
| ---------------- | ------- | ----- |
| 蘇原瑞雲町一丁目 | 30世帯  | 62人  |
| 蘇原瑞雲町二丁目 | 55世帯  | 135人 |
| 蘇原瑞雲町三丁目 | 40世帯  | 78人  |
| 蘇原瑞雲町四丁目 | 37世帯  | 79人  |
| 計               | 162世帯 | 354人 |

## 小・中学校の学区
市立小・中学校に通う場合、学区は以下の通りとなる。尚、蘇原瑞雲町の自治会は駅前中自治会（一丁目、二丁目の一部）、駅前東自治会（二丁目の一部、三丁目の一部）、柿沢4自治会（三丁目の一部、四丁目）である。
| 番・番地等 | 小学校                   | 中学校               |
| ---------- | ------------------------ | -------------------- |
| 全域       | 各務原市立蘇原第二小学校 | 各務原市立蘇原中学校 |

## 主な施設
- 蘇原駅

## 交通
- JR高山本線蘇原駅
- 各務原市ふれあいバス蘇原線